# Фторид фосфора(V)
Фторид фосфора(V) — бинарное неорганическое соединение фтора и фосфора с формулой PF5, бесцветный газ.

## Получение
- Фторирование красного фосфора при низких температурах:

{\displaystyle {\mathsf {P\ {\xrightarrow[{-60^{o}C}]{F_{2}(Ar)}}\ PF_{5}\uparrow ,PF_{3}\uparrow }}}
- Обмен хлора на фтор в хлориде фосфора:

{\displaystyle {\mathsf {PCl_{5}+CaF_{2}\ \xrightarrow {300-400^{o}C} \ PF_{5}\uparrow +CaCl_{2}}}}

## Физические свойства
Фторид фосфора(V) — бесцветный газ, реагирует с водой.

## Химические свойства
- При нагревании разлагается:

{\displaystyle {\mathsf {PF_{5}\ \xrightarrow {400^{o}C} \ PF_{3}\uparrow +F_{2}\uparrow }}}
- Реагирует с пара́ми воды:

{\displaystyle {\mathsf {PF_{5}+H_{2}O\rightarrow POF_{3}+2HF\uparrow }}}
- Непосредственно с водой реакция идёт иначе:

{\displaystyle {\mathsf {PF_{5}+4H_{2}O\rightarrow H_{3}PO_{4}+5HF\uparrow }}}
- Реагирует с щелочами:

{\displaystyle {\mathsf {PF_{5}+8NaOH\rightarrow Na_{3}PO_{4}+5NaF+4H_{2}O}}}
- При нагревании реагирует с оксидом кремния:

{\displaystyle {\mathsf {2PF_{5}+SiO_{2}\ \xrightarrow {t} \ 2POF_{3}+SiF_{4}\uparrow }}}
- С фторидами некоторых металлов (Na, K, Rb, Cs, Tl, Ag) образует фторофосфаты:

{\displaystyle {\mathsf {PF_{5}+NaF\ {\xrightarrow {T}}\ Na[PF_{6}]}}}

## Применение
- В производстве фторофосфатов.
- Как ингибитор коррозии металлов в среде диоксида азота.